# Olympijský stadion (Antverpy)
Antverpský olympijský stadion je fotbalový stadion v Antverpách v Belgii. Pojme 12 771 diváků. Otevřen byl v roce 1920 a sloužil jako hlavní dějiště Letních olympijských her 1920. Po olympiádě byl upraven na fotbalový stánek. Zrekonstruován byl v letech 1999–2000. Své zápasy tu hraje klub KFCO Beerschot Wilrijk.